# عازب (بعدان)
عازب هي إحدى قرى عزلة المشكي بمديرية بعدان التابعة لمحافظة إب، بلغ تعداد سكانها 497 نسمة حسب تعداد اليمن لعام 2004.